# 吉姆·洛弗尔
小詹姆斯·“吉姆”·阿瑟·洛弗尔（英語：James "Jim" Arthur Lovell, Jr.，1928年3月25日—2025年8月7日）曾是一位美国国家航空航天局的宇航员，以作为指令长将严重受损无法登月的阿波罗13号成功带回地球而闻名。此外在首次环绕月球的阿波罗8号，洛弗尔是指令舱驾驶员。

## 早年
洛弗尔出生于俄亥俄州的克利夫兰，后来全家都搬到了威斯康辛州的密尔沃基，他从朱诺高中（Juneau High School）毕业后，加入了鹰级童子军（Eagle Scout）。父亲遭遇车祸去世后，洛弗尔在印第安纳州特雷霍特（Terre Haute）的亲戚家住了两年后，就读于威斯康星大学麦迪逊分校。两年后，洛弗尔转到美国海军学院，1952年毕业并在朝鲜战争中服役。之后他在海军飞行测试中心（Naval Air Test Center）担任了四年的试飞员。洛弗尔曾是水星计划七人的候选成员，但由于医疗检查中胆红素数暂时偏高使其未被选择。1962年，洛弗尔被选入第二组宇航员。

## 宇航员生涯
洛弗尔担任了双子星4号的替补飞行员，第一次太空任务是1965年12月的双子星座7号任务。双子星7号是首次长达两星期的太空任务，也首次和双子星座6A号完成了首次太空交会。洛弗尔原本是双子座10号的替补指令长，但在埃里奥特·希和查尔斯·巴塞特牺牲后，他成为了双子座9A号的替补指令长，1966年11月，洛弗尔作为双子座12号的指令长并执行了第二次太空任务。在两次任务后，洛弗尔成为了在太空生活的时间最久的宇航员。
阿波罗8号的主力指令舱驾驶员迈克尔·科林斯因颈椎间盘突出症接受手术后，洛弗尔接替了他的位置。和弗兰克·博尔曼、与威廉·安德斯一起，洛弗尔于1968年12月执行了首次环绕月球的阿波罗8号任务，期间由于是基督教圣诞节，洛弗尔与其他宇航员一同朗读了圣经创世记的部分内容，引发争议。
洛弗尔担任了首次登月的阿波罗11号的替补指令长，计划中会担任阿波罗14号的指令长。由于原计划中阿波罗13号的指令长艾伦·谢泼德需要在长期不执行太空任务后进行更多的恢复训练，洛弗尔与谢泼德互换了任务。1970年4月11日，与弗莱德·海斯和杰克·斯威格特一道，洛弗尔作为阿波罗13号的指令长开始了月球之旅。但在抵达月球之前，航天器的服务舱中的氧气罐发生了爆炸，使航天器损失了大量氧气和电力。于是放弃登月任务，使用着登月舱的推进器、氧气和电力，洛弗尔、海斯和斯威格特飞越月球，利用月球引力产生的惯性，于4月17日加速返回地球。洛弗尔是三名两次去过月球的宇航员之一，但和其他两人约翰·杨和尤金·塞尔南不同，洛弗尔从未登月。
洛弗尔的四次太空任务中超过715小时的太空经历使他成为了宇航员太空停留时间的记录保持者；直到天空实验室计划，洛弗尔还是在太空见过日出次数最多的宇航员。与阿波罗13号的两位搭档一起，洛弗尔还保持着人类离开地球最远距离的记录。

## 退役后
1973年洛弗尔从海军和航空航天局退役，在位于休斯敦的贝-休斯敦拖拽公司（Bay-Houston Towing Company）任职，1975年升为首席执行官。1977年洛弗尔担任菲斯克电话公司（Fisk Telephone Systems）的经理，后来又在森泰尔公司（Centel）任职，1991年退休时担任副总裁。
洛弗尔和杰弗里·克鲁格（Jeffrey Kluger）一道写了《丢失的月球：危机重重的阿波罗13号》 一书，后来的电影《阿波罗13号》即基于这本书。在这部导演的影片中，扮演洛弗尔。电影开拍之前，汉克斯在洛弗尔的家里住了一段时间，甚至还坐在洛弗尔的私人飞机里一道出游。在影片中，洛弗尔本人也亲自出镜：扮演救援航空母舰的舰长。劇組本來有意讓他扮演當時艦上官階最高的艦隊司令 Donald C. Davis 少將，但由于他本人退役时的军衔是上校，所以他坚持扮演一位上校，劇組便安排他扮演硫磺島號兩棲突擊艦的艦長 Leland E. Kirkemo 上校。影片结尾，阿波罗13号成功返回后，洛弗尔本人扮演的舰长与汉克斯扮演的洛弗尔在琉璜岛兩棲突擊艦的甲板上握手。
1999年，洛弗尔一家在伊利诺州的森林湖（Lake Forest）开了一家餐馆：“森林湖的洛弗尔”。餐馆中展示了洛弗尔宇航员生涯以及《阿波罗13号》中的许多珍贵纪念品。餐馆的大厨是洛弗尔的小儿子杰（Jay）。
洛弗尔曾在许多高校演讲，介绍自己作为一个宇航员以及商人的传奇一生。他建议学生们参与到科学活动和太空探索中去，声称六十年代末的登月活动使得整个个国家都团结一致并最终取得成功。
洛弗尔与妻子玛丽莲·格拉齐（Marilyn Gerlach）于1952年结婚並維持婚姻至2023年妻逝，育有四位子女：芭芭拉（Barbara，1953年出生）、詹姆斯（James，1955年生）、苏珊（Susan，1958年生）和杰弗里（Jeffrey，1966年生）。
洛弗尔于2025年8月7日在伊利诺伊州森林湖的家中去世，享耆壽97岁。

### 引用
1. ↑  Townley, Alvin. . New York: St. Martin's Press. 2006-12-26: pp. 80–86  [2006-12-29]. ISBN 978-0-312-36653-7. （原始内容存档于2008-09-24）.
2. ↑  Ray, Mark. . Scouting Magazine. Boy Scouts of America. 2007  [2007-01-05]. （原始内容存档于2018-11-13）.
3. ↑  Lost Moon: The Perilous Voyage of Apollo 13
4. ↑  .   [2025-08-12] （美国英语）.

### 书籍
- 《丢失的月球：危机重重的阿波罗13号》 ISBN 978-0-671-53464-6

### 网页
- （英文） 美国国家航空航天局关于洛弗尔的介绍（页面存档备份，存于）